# 孔庞
孔庞（法語：Compans，法語發音：[kɔ̃pɑ̃] ⓘ）是法国法蘭西島大區塞纳-马恩省的一个市镇，属于莫城区。

## 地理
孔庞（48°59'38"N, 2°39'54"E）面积5.3 平方千米，位于法国法蘭西島大區塞纳-马恩省，该省份为法国北部内陆省份，北起瓦兹省，西接埃松省、马恩河谷省、塞纳-圣但尼省和瓦兹河谷省，南至卢瓦雷省，东南接约讷省，东临马恩省和奥布省，东北接埃纳省。
与孔庞接壤的市镇（或旧市镇、城区）包括：圣梅姆、蒂约、格雷西、梅西、米特里-莫里。
孔庞的时区为UTC+01:00、UTC+02:00（夏令时）。

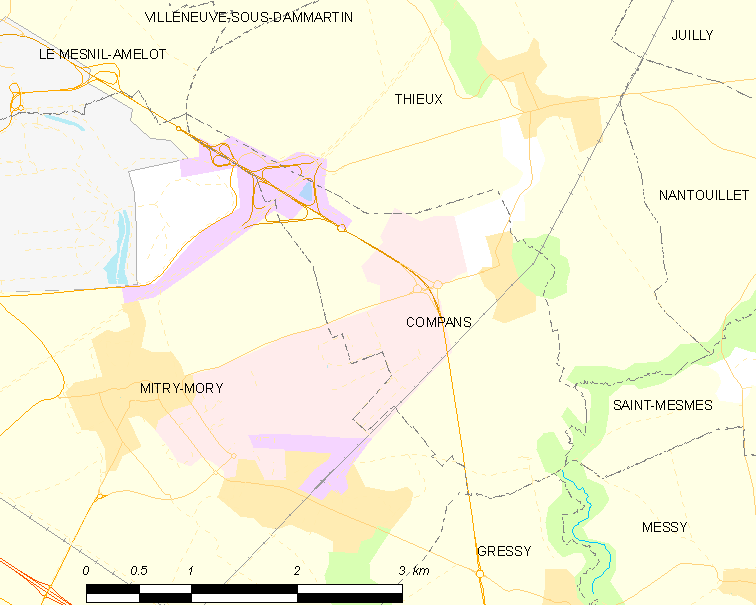
孔庞的OSM定位图

## 行政
孔庞的邮政编码为77290，INSEE市镇编码为77123。

## 政治
孔庞所属的省级选区为米特里-莫里县。

## 人口

1962-2008年间孔庞人口变化图示

孔庞于2022年1月1日时的人口数量为821人。